# Villarente
Villarente, auch Puente de Villarente, ist ein Ort am Jakobsweg in der Provinz León der Autonomen Gemeinschaft Kastilien und León. Administrativ ist er von Villasabariego abhängig.
Der Ort liegt an der Brücke über den Río Porma, die schon Aimeric Picaud und Hermann Künig von Vach in ihren Pilgerberichten erwähnen. Sie hat zwanzig unregelmäßige Bögen und musste mehrfach wegen Hochwasserschäden repariert werden. Hinter der Brücke stehen die Reste eines Pilgerhospizes, dessen Gründung dem Erzdekan von Triacastela und Domkapitular von León zugeschrieben wird.